# Charles Lebègue
Charles Félicien Lebègue (ur. 3 listopada 1871, zm. ?) – belgijski strzelec, olimpijczyk.
Brał udział w Letnich Igrzyskach Olimpijskich 1900, będących jednocześnie mistrzostwami świata. Startował w indywidualnych i drużynowych zawodach w pistolecie dowolnym z 50 metrów. W konkurencji indywidualnej zajął 19. miejsce, a w konkursie drużynowym osiągnął 4. lokatę.

## Wyniki

### Igrzyska olimpijskie
| Igrzyska   | Konkurencja                       | Wynik                             | Miejsce | Źródło |
| ---------- | --------------------------------- | --------------------------------- | ------- | ------ |
| Paryż 1900 | Pistolet dowolny, 50 m            | 318 pkt.                          | 19      | [ 2 ]  |
| Paryż 1900 | Pistolet dowolny, 50 m, drużynowo | 1823 pkt. (druż.) 318 pkt. (ind.) | 4       | [ 3 ]  |